# Pere Mates

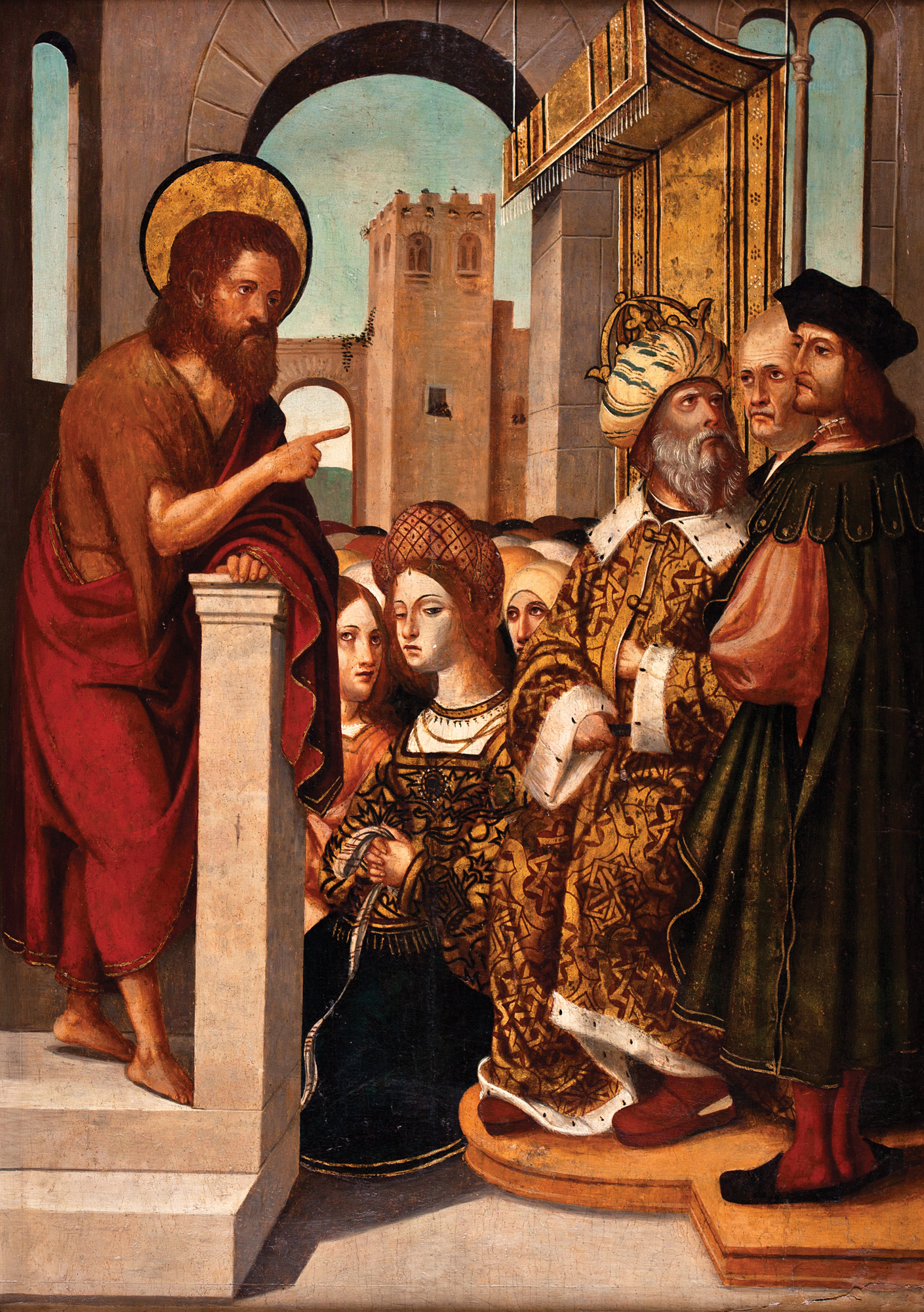
Predigt des Heiligen Johannes des Täufers (Der heilige Johannes prangert die Ehe des Herodes an.)

Pere Mates (auch Pere Matas, * um 1490; † 1558 in Girona) war ein katalanischer Maler der Renaissance.

## Leben und Werk
Pere Mates war in der Region von Girona, insbesondere in Besalú und der Garrotxa als Künstler tätig. Er ist 1512 in Girona urkundlich belegt. Er war das prominenteste Mitglied einer verzweigten Linie von Künstlern, die aus Sant Feliu de Guíxols stammten. Seine Person war bis vor einigen Jahren vollkommen unbekannt. Sein Werk wurde dem sogenannten katalanischen Monogrammisten zugeschrieben, da er einige seiner Bildkompositionen mit dem Monogramm „MTAS“ signierte. Im Gegensatz zu vielen mittelalterlichen Malern signierte er also seine Werke.
Mates Werk erreichte einen ersten Höhepunkt, als er Schüler von Joan de Borgonya war, als dieser sich in Girona aufhielt. Danach fiel das künstlerische Niveau seiner Werke in Interpretation von Stichen von Albrecht Dürer und Martin Schongauer etwas ab, ohne jedoch aufzuhören, erzählerisch, lebendig und populär zu wirken. Technisch folgt sein Werk der Tradition der katalanischen gotischen Temperamalerei, mit farblichem Nachschärfungen und beginnendem Einsatz von Ölfarbe, immer auf Leinwand.
Von seinen frühen Arbeiten sind das Altarbild des Martyrers Sant Iscle de Millars, das der Santa Magdalena in der Kathedrale von Girona (1526) und das der Santa Maria del Mont (1530) hervorzuheben. Aus der späteren Periode des Künstlers stammen das Altarbild von Sant Pere de Rodes (1532), das von Sant Joan Baptista (1536) und das von Santa Maria de Segueró. Pere Mates war einer der besten einheimischen Vertreter der Renaissance-Malerei in Katalonien. Er gründete eine Schule, in deren Folge sein Sohn Pere Mates II. stand.